# 夏海バイパス

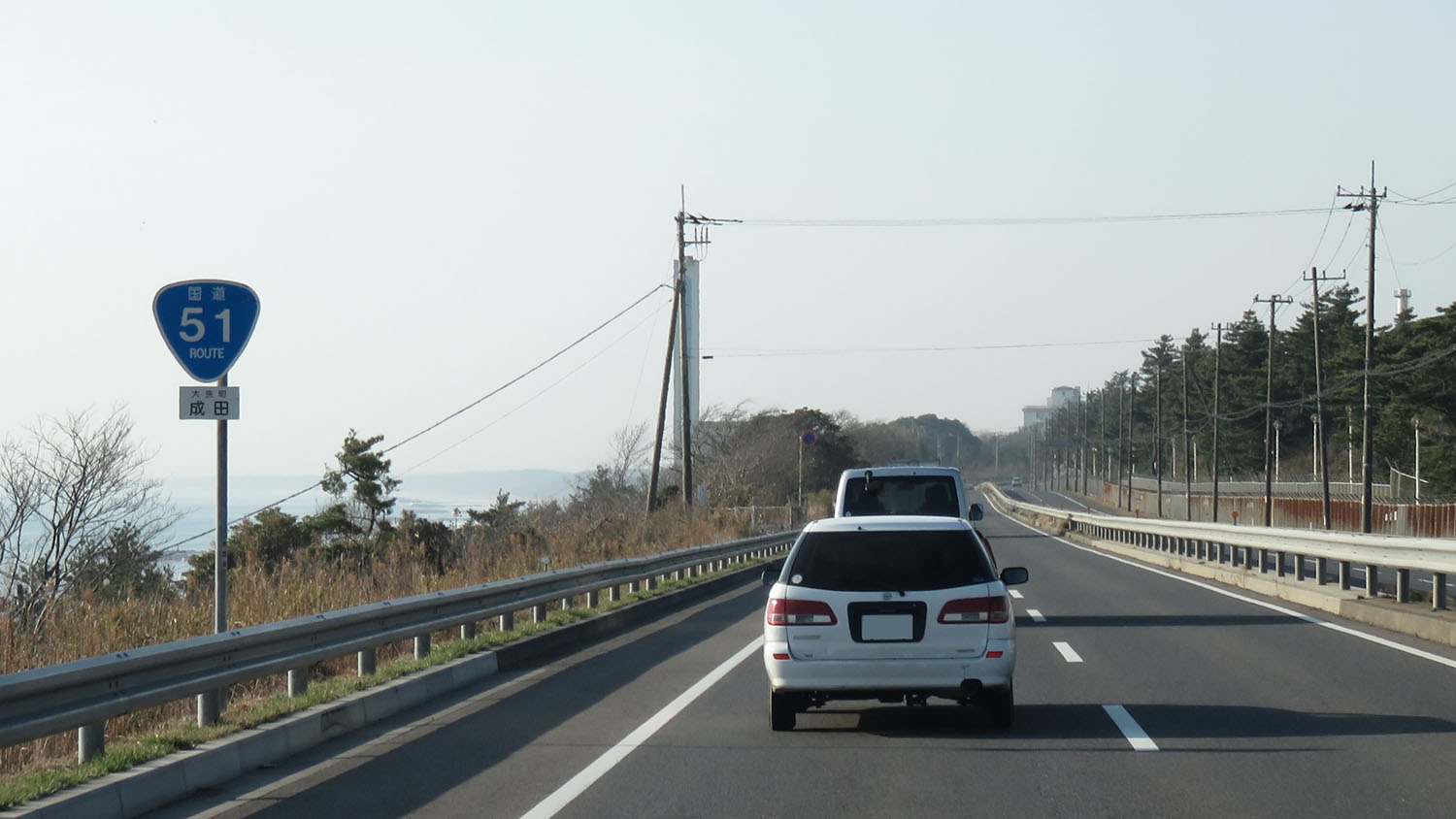
夏海バイパス
茨城県東茨城郡大洗町成田町

夏海バイパス（なつみバイパス）は茨城県東茨城郡大洗町内を通る国道51号のバイパスである。

## 概要
- 起点 : 茨城県東茨城郡大洗町成田町字矢場4287番地先（原子力機構南門前付近）[1]
- 終点 : 茨城県東茨城郡大洗町大貫町字前原1212番地の13地先（茨城県道2号水戸鉾田佐原線・茨城県道16号大洗友部線交点）[1]
- 距離 : 4.1 km
- 車線数 : 4車線
- 区分 :
- 設計速度 :

バイパス化後の旧道の一部は茨城県・大洗町移管となり茨城県所管は県道大洗友部線となった。

## 歴史
- 1965年（昭和40年）9月：工事着手
- 1966年（昭和41年）1月13日：夏海バイパスの道路区域（東茨城郡大洗町成田町 - 同町大貫町）を指定[2]。
- 1966年（昭和41年）12月1日：大洗町成田町（大洗研究開発センター前）を一部供用[3]。
- 1967年（昭和42年）4月1日：東茨城郡大洗町大字成田（原子力機構南門前） - 大字大貫町（大洗サンビーチ入口）の全区間開通、供用開始[1]。
- 1967年（昭和42年）6月19日：東茨城郡大洗町成田町 - 大字大貫町の旧道を、移管により国道指定を解除[4]。

## 交差する道路
- 茨城県道2号水戸鉾田佐原線（大洗町大貫町 大洗サンビーチ入口交差点）
- 茨城県道16号大洗友部線（同上）